# Günter Pappenheim
Günter Pappenheim (* 3. August 1925 in Schmalkalden; † 31. März 2021 in Zeuthen) war ein deutscher Widerstandskämpfer gegen den Nationalsozialismus und wurde in der DDR Politiker und SED-Funktionär. Er war Vorsitzender des Rates des Bezirkes Potsdam und Vorsitzender der Lagerarbeitsgemeinschaft Buchenwald-Dora sowie Erster Vizepräsident des Internationalen Komitees Buchenwald-Dora.

## Leben
Pappenheim wuchs in einer sozialdemokratischen Familie auf. Sein Vater Ludwig Pappenheim war ein bekannter sozialdemokratischer  SPD-Funktionär in Schmalkalden, der die Tageszeitung Volksstimme herausgab. Auch seine Mutter Frieda Pappenheim war seit 1925 Mitglied; sie war Fabrikarbeiterin und engagierte sich in der Frauenbewegung. Pappenheim hatte zwei Schwestern und einen Bruder. Da der Vater aus einer jüdischen Familie stammte, galten Günter und seine Geschwister während der nationalsozialistischen Diktatur als „Mischlinge 1. Grades“. Nach der „Machtergreifung“ der Nationalsozialisten 1933 wurde Ludwig Pappenheim – unter Missachtung seiner Immunität als Abgeordneter des Provinziallandtages Hessen-Nassau – verhaftet. Nachdem er im Gefängnis gefoltert worden war, wurde er ins Lager Breitenau und später in das KZ Neusustrum verschleppt. Hier wurde er im Januar 1934 ermordet.
Günter Pappenheim verweigerte bereits als Schüler den Hitlergruß und den Dienst in der Hitlerjugend. Auch Schulaufsätze zur Lobpreisung Hitlers und des Nationalsozialismus wurden von ihm nicht geschrieben.

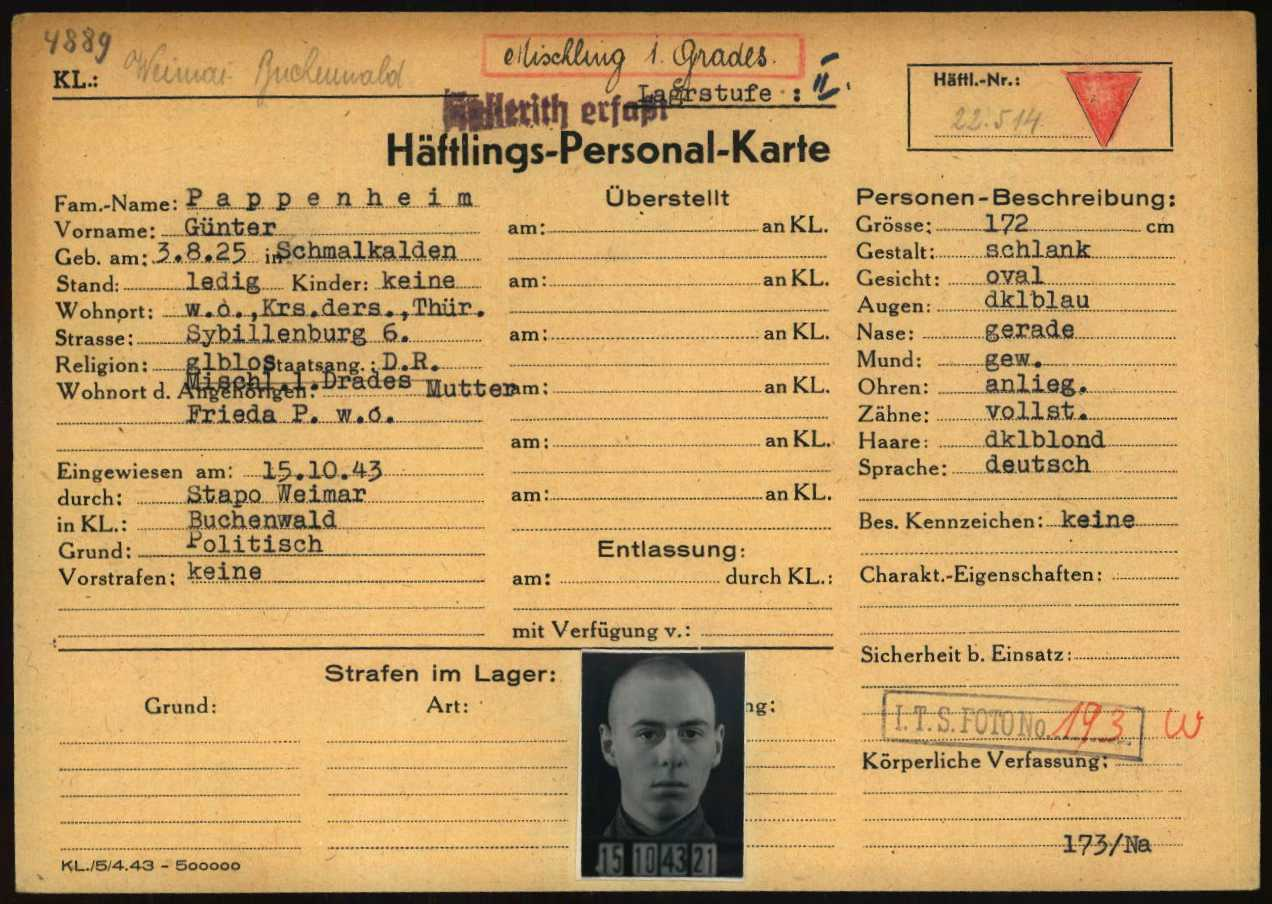
Registrierungskarte von Günter Pappenheim als Gefangener im nationalsozialistischen Konzentrationslager Buchenwald

Nach der Schulzeit begann er eine Lehre zum Schlosser in der Schmalkalder Werkzeugfabrik „Gebrüder Heller“. Hier hatte er Kontakt zu ausländischen Zwangsarbeitern, die im Betrieb arbeiten mussten. Er steckte ihnen regelmäßig Brot oder andere kleine Lebensmittelrationen zu. Anlässlich des französischen Nationalfeiertags am 14. Juli 1943 spielte er für die französischen Zwangsarbeiter auf seiner Ziehharmonika die Marseillaise. Sie wurden denunziert, und Pappenheim von der Gestapo verhört. Das Spielen der französischen Nationalhymne sei – so der Verhörende – „kein Beitrag zum Deutschtum“ und zeige die staatsfeindliche Tendenz Pappenheims. Zudem wurde Pappenheim beschuldigt, illegale Gruppen aufgebaut zu haben. Nach fünf Tagen Verhör und Inhaftierung im Suhler Gefängnis wurde Pappenheim in das Arbeitslager Gleichberg bei Römhild verschleppt, anschließend wurde er am 15. Oktober 1943 in das KZ Buchenwald deportiert – Häftlingsnummer 22514. Hier arbeitete er zunächst in einem Straßenbautrupp, später schickte man den ausgebildeten Schlosser in das Gustloff-Werk auf dem KZ-Gelände. Mit anderen Häftlingen manipulierte er dabei Teile von Gewehren, um diese untauglich zu machen. Als zu viele Mängel auftraten und Pappenheim als einer der Verursacher verdächtigt wurde, veranlassten Mithäftlinge seine Einlieferung „Kranker“ in den Häftlingskrankenbau. Anschließend arbeitete Pappenheim in der Strohsackstickerei und der Gerätekammer. Pappenheim erlebte am 11. April 1945 die Befreiung des Lagers an seinem Arbeitsplatz. Er nahm am 19. April an der Trauerkundgebung teil und war dabei, als auf dem Appellplatz der Schwur von Buchenwald geleistet wurde.
Bereits am 22. April 1945 begab sich Pappenheim auf den Weg nach Hause, erlitt jedoch in Arnstadt einen Kollaps und musste in das dortige Krankenhaus gebracht werden. Als er wieder einigermaßen bei Kräften war, setzte er seinen Weg nach Schmalkalden fort. In seiner Heimatstadt suchte er Kontakt zu Sozialdemokraten, unter ihnen Genossen seines ermordeten Vaters. In ehrenamtlicher Funktion war er der Jugendvertreter der SPD. Er arbeitete zunächst im Landratsamt als Pförtner, Hausmeister, Heizer und Telefonist. In Schmalkalden setzte er sich aktiv für die Vereinigung von SPD und KPD ein und wurde 1946 Mitglied der SED. Pappenheim gehörte unterschiedlichen Leitungen in der Partei an und war auch in der FDJ, dem FDGB und der Vereinigung der Verfolgten des Naziregimes aktiv. Er qualifizierte sich an der Landesverwaltungsschule und war ab 1951 Leiter für Kader und Schulung der Sozialversicherungsanstalt Bad Salzungen, 1952/1953 Instrukteur für Kultur und Volksbildung bei der SED-Kreisleitung Bad Salzungen. Nach einem Besuch der Bezirksparteischule in Meiningen war er 1954/1955 Leiter der Organisationsabteilung der SED-Kreisleitung Bad Salzungen und dann von 1955 bis 1957 Instrukteur bzw. stellvertretender Leiter der Abteilung Parteien und Massenorganisationen der SED-Bezirksleitung Suhl. 1957 wurde Pappenheim zum Studium an die Parteihochschule der KPdSU nach Moskau delegiert, dass er 1960 als Diplom-Gesellschaftswissenschaftler abschloss. Von 1960 bis 1964 wirkte er als Erster Sekretär der SED-Kreisleitung Schmalkalden und war Kandidat bzw. Mitglied der SED-Bezirksleitung Suhl.
Von 1964 bis 1966 studierte er an der Hochschule für Ökonomie Berlin mit dem Abschluss als Diplomökonom. Von 1966 bis 1971 war er Erster Sekretär der SED-Kreisleitung Luckenwalde. Von 1971 bis Januar 1974 war Pappenheim Vorsitzender des Rates des Bezirks Potsdam und Mitglied des Bezirkstages. Von 1974 bis zur friedlichen Revolution in der DDR 1989 war er Mitglied der Zentralen Parteikontrollkommission.
Seit April 2001 war Pappenheim Erster Vizepräsident des Internationalen Komitees Buchenwald-Dora und Kommandos und seit 2005 Vorsitzender der Lagerarbeitsgemeinschaft Buchenwald-Dora e. V. Er gehörte zudem dem Bundesausschuss der Vereinigung der Verfolgten des Naziregimes – Bund der Antifaschistinnen und Antifaschisten und dem Ehrenpräsidium der Fédération Internationale des Résistants (FIR) an. Er war Mitglied der Partei Die Linke. Die Stadt Weimar ernannte ihn zum Ehrenbürger.
Pappenheim war ab 1952 verheiratet. Ende März 2021 starb er im Alter von 95 Jahren in Zeuthen in Brandenburg.

## Auszeichnungen
- Vaterländischer Verdienstorden in Bronze (1969), Silber (1979) und Gold (1985)[8]
- Banner der Arbeit, Stufe 1 (1975)
- Kommandeur der französischen Ehrenlegion (2017)[9]
- Verdienstorden des Freistaats Thüringen (2020)
- Ehrenbürger der Stadt Weimar (1. März 2021)[10]